# Občina Mirna
Občina Mirna je 211. občina v Republiki Sloveniji s središčem na Mirni. Občina je nastala leta 2011 z odcepitvijo 22-ih naselij iz občine Trebnje.
Novonastala občina Mirna zavzema severozahodni del nekdanje trebanjske občine in poleg nje meji še na naslednje občine: občina Litija, občina Šentrupert in občina Mokronog - Trebelno.

## Nastanek občine
Krajevna skupnost Mirna je novembra 2009 na referendumu izglasovala odcepitev od Občine Trebnje v samostojno Občino Mirna, vendar je bil aprila 2010 zakon o razglasitvi občine (skupaj z in predvsem zaradi Občine Ankaran) zavrnjen. Ustavno sodišče Republike Slovenije je 26. novembra 2010 ugotovilo, da je bila odločitev poslancev neskladna z ustavo in ukazalo odpravo neskladja ter razpis volitev v Občini Mirna v naslednjih dveh mesecih. Poslanci Državnega zbora so 1. februarja 2011 sprejeli zakon o ustanovitvi Občine Mirna. Mirna je uradno postala občina 26. februarja 2011.

## Naselja v občini
V občini je 22 naselij:
Brezovica pri Mirni, Cirnik, Debenec, Glinek,  Gomila, Gorenja vas pri Mirni, Migolica, Migolska Gora, Mirna, Praprotnica, Ravne, Sajenice, Selo pri Mirni, Selska Gora, Stan, Stara Gora, Ševnica, Škrjanče, Trbinc, Volčje Njive, Zabrdje, Zagorica.